# Cacopsylla annulata
Cacopsylla annulata är en insektsart som först beskrevs av Fitch 1851.  Cacopsylla annulata ingår i släktet Cacopsylla och familjen rundbladloppor. Inga underarter finns listade i Catalogue of Life.